# Guitars (Mike-Oldfield-Album)
Guitars ist ein Studioalbum des britischen Musikers Mike Oldfield aus dem Jahr 1999. Es handelt sich um ein Konzeptalbum; das Konzept lautet: Alle Klänge werden mit Gitarren erzeugt.

## Besonderheiten
- Booklet und Cover des Albums zeigen einen äußerlich veränderten Mike Oldfield – der zu diesem Zeitpunkt 46-Jährige ist in Jeansjacke und mit blonden Strähnchen zu sehen.
- Sämtliche Geräusche und Töne wurden nur mit Gitarren erzeugt, inklusive derer, die sich eher nach einem Schlagzeug anhören. Neben verschiedenen Gitarrentypen (etwa Midi) kamen spezielle Spieltechniken und Sampleverfahren zum Einsatz.
- Mit diesem Experiment reagierte Oldfield möglicherweise auf Vorwürfe von Fans, seine Musik sei nach The Songs of Distant Earth und auch Tubular Bells III zu elektronisch. 2003 und 2005 setzte Oldfield jedoch mit den Alben Tr3s Lunas und Light + Shade wieder auf Computertechnik.

## Titelliste
1. Muse – 2:12
2. Cochise – 5:15
3. Embers – 3:51
4. Summit Day – 3:46
5. Out Of Sight – 3:48
6. B. Blues – 4:30
7. Four Winds – 9:32
8. Enigmatism – 3:32
9. Out Of Mind – 3:46
10. From The Ashes – 2:28